# Гуманітарна безпека
Гуманітарна безпека — стан захищеності людини, сім'ї, народу; їхніх цілей, ідеалів, цінностей і традицій, укладу життя та культури; стійке необхідне та достатнє заохочення та розвиток прав та обов'язків людини та основних свобод для всіх, незалежно від раси, статі, мови та релігії.

## Для чого потрібна концепція гуманітарної безпеки
Поняття гуманітарної безпеки має кілька вимірів:
- Безпека фізичного та психічного здоров’я людини.
- Безпека можливості вільної самоідентифікації громадян, суспільних груп і країн.
- Безпека громадян і країн щодо можливостей розвитку та загалом можливостей вибирати майбутнє.

## Поняття гуманітарної безпеки
- Поняття гуманітарної безпеки має особливий сенс у рамках концепцій “нових війн” третього тисячоліття – війн ідей, зіткнень цивілізацій, тобто війн, спрямованих передусім на знищення ментальної або культурної ідентичності людей і суспільних груп.

- Існує досить багата література щодо питання ідеологічних та інформаційних війн сучасності. Загроза цих війн у тому, що про них не повідомляють, і коли їх визнають – часто буває занадто пізно. Один із політичних лідерів США Б’юкенен написав книжку “Занепад Заходу” про переродження американської культури під впливом великих груп мігрантів, які вже не сповідують традиційні американські цінності, і про можливі негативні наслідки цього процесу.

- Гуманітарна безпека за змістом частково збігається з концепцією сталого розвитку, що запроваджує ООН, та концепцією розвитку людського потенціалу, що розробляється в Росії.

## Загрози гуманітарній безпеці майбутньому України
- Народжуваність знижується, як і кількість українців у країні.

- Міграція з інших країн до України зростає, а програм включення мігрантів в українську культуру не існує.

- Саму картину майбутнього не створено і нацією її не прийнято, тобто нація на майбутнє свідомо не працює.

- Унікальність феномену життя нації спирається на живі процеси передачі, правонаступництва та розвитку культурних надбань, які за нормального стану транслюються через суспільну комунікацію нащадкам як пережиті та осмислені цінності, світобачення, задуми. Нині ми пересвідчуємося, що традиційні для суспільств комунікативні механізми й інструменти передачі культури не здатні апелювати до тих, хто мав би стати їх правонаступниками. Нащадки вже не сприймають нашу культуру як свою.Технології нав’язують культурі власні правила параметрів комунікативних процесів. Динаміка актуальних суспільних, економічних, глобалізаційних процесів змушує шукати нових шляхів для ефективної передачі культури нащадкам.

## Джерело
- Загрози національній безпеці в гуманітарній сфері [Архівовано 14 серпня 2014 у Wayback Machine.]